# Diiodure de tellure
Le diiodure de tellure est un composé chimique de formule TeI2. Il se forme notamment par dissociation thermique en phase gazeuse à partir du tétraiodure de tellure TeI4,. Il n'a pas été isolé en quantité macroscopique, mais ses complexes de type TeI2[SC(NH2)2]2 sont bien caractérisés. Ces complexes forment un précipité par traitement de leur solution aqueuse avec l'iodure de sodium NaI.